# Златисто пото
Златистото пото още Златисто ангвантибо (Arctocebus aureus) е вид бозайник от семейство Лориеви (Lorisidae).

## Разпространение
Видът е разпространен в Ангола, Габон, Екваториална Гвинея, Камерун, Република Конго и Централноафриканска република.